# Africada palatal lateral sorda
La africada palatal lateral sorda es un tipo de sonido consonántico, usado en algunas lenguas habladas. Hay dos maneras en que puede ser representada: usando el AFI, como ⟨c͡ʎ̥˔⟩, o usando el signo del extIPA para la fricativa lateral palatal sorda como ⟨c͡⟩.

## Aparición en distintas lenguas
- Hadza: tlakate [c͡ʎ̥˔akate] rinocerontes

- Datos: Q7939649